# Brytyjskie Siły Zbrojne
Brytyjskie Siły Zbrojne (British Armed Forces) – siły i środki wydzielone przez Wielką Brytanię do zabezpieczenia własnych interesów i prowadzenia walki zbrojnej zarówno na jej terytorium oraz poza nim. Nazywane są także Siłami Zbrojnymi Jego Królewskiej Mości (His Majesty's Armed Forces), a czasami Siłami Zbrojnymi Korony (Armed Forces of the Crown). Składają się z marynarki wojennej, wojsk lądowych i sił powietrznych. Według rankingu Global Firepower (2021) brytyjskie siły zbrojne stanowią ósmą siłę militarną na świecie, z rocznym budżetem na cele obronne w wysokości 53,6 mld dolarów (USD). W 2006 roku liczyły 429 500 żołnierzy (195 900 w służbie czynnej, 191 300 w rezerwie i 42 300 w rezerwie ochotniczej), co czyniło brytyjskie siły zbrojne jednymi z najliczniejszych w Europie, aczkolwiek dopiero 28 na świecie pod względem liczebności. Nominalnym naczelnym wodzem Brytyjskich Sił Zbrojnych jest monarcha, który realizuje swoje kompetencje poprzez Radę Obrony (Defence Council) z ministrem obrony na czele. De facto zwierzchnikiem sił zbrojnych jest premier.
Brytyjskie Siły Zbrojne stacjonują na obszarze Zjednoczonego Królestwa i w terytoriach zamorskich. Mają za zadanie ochronę interesów Wielkiej Brytanii oraz wspieranie procesów pokojowych na świecie. Biorą aktywny udział w działaniach NATO.
Obecnie Brytyjskie Siły Zbrojne są zaangażowane w operacje w Iraku i Afganistanie. Uczestniczyły również w interwencji w Sierra Leone w 2000 roku. Biorą także udział w misjach pokojowych na Bałkanach i Cyprze. Zamorskie garnizony stacjonują na Wyspie Wniebowstąpienia, w Belize, Brunei, Kanadzie, Diego Garcii, Falklandach, Niemczech, Gibraltarze, Kenii i w niezależnych bazach wojskowych na Cyprze.

## Historia
Historia brytyjskiej wojskowości jest długa. Obecnie przyjmuje się, że jej początki sięgają czasów króla Alfreda Wielkiego, czyli drugiej połowy IX w. Najważniejsze konflikty zbrojne, w których Wielka Brytania brała udział to wojna siedmioletnia, wojny napoleońskie, wojna krymska, I i II wojna światowa. Obecna organizacja wojsk brytyjskich ukształtowała się w 1964 roku, kiedy to powstało nowoczesne ministerstwo obrony (Ministry of Defence, MoD), które przejęło obowiązki Admiralicji, ministerstwa wojny i ministerstwa lotnictwa.

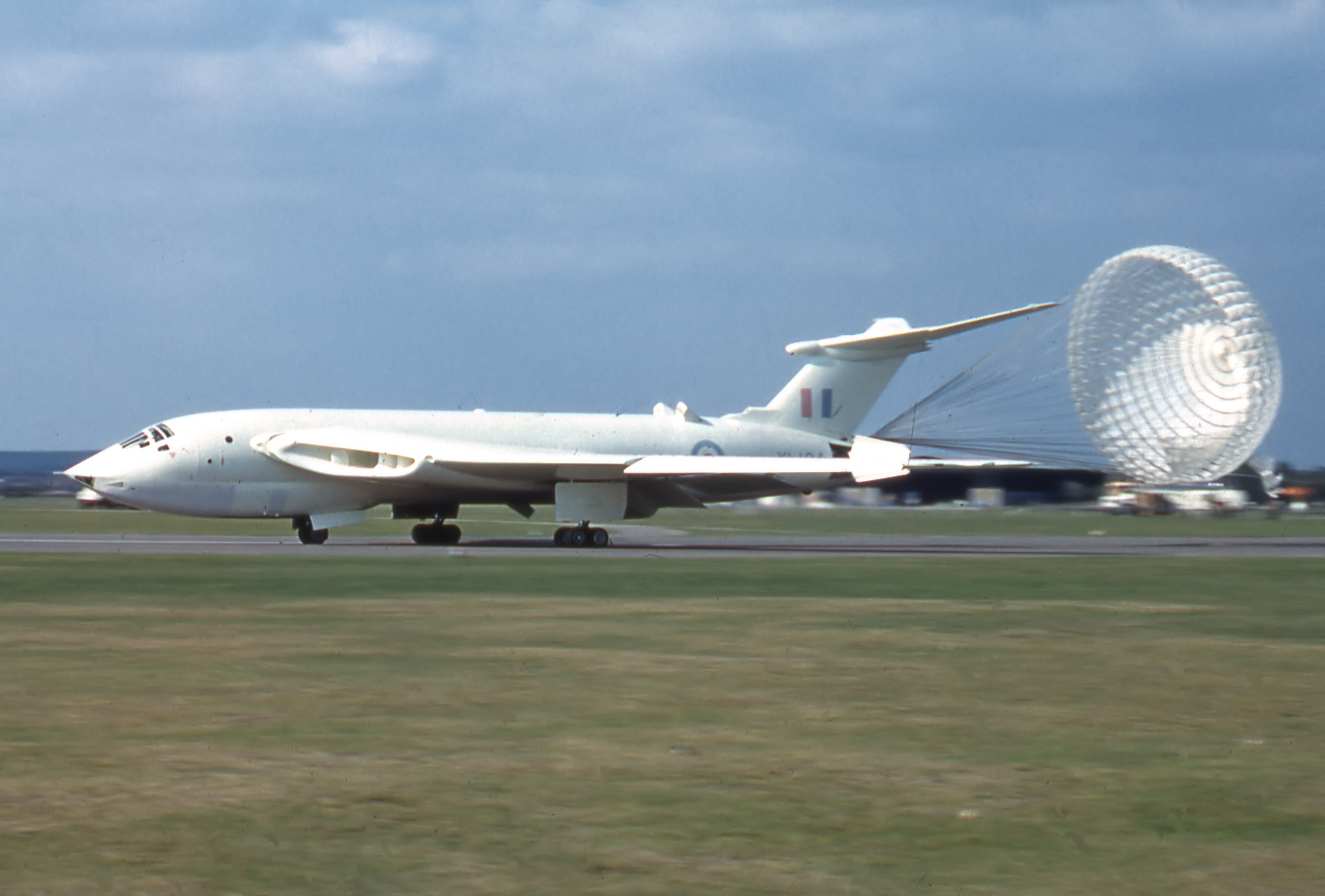
Handley Page Victor był strategicznym bombowcem typu V przeznaczonym do przenoszenia bomb konwencjonalnych i atomowych

Sytuacja ekonomiczna i polityczna po zakończeniu II wojny światowej przyczyniła się do zmiany roli Brytyjskich Sił Zbrojnych. Uwidoczniło się to z całą mocą po politycznej porażce w wojnie sueskiej w 1956 roku Przyjęty w 1957 roku Defence White Paper zakładał zniesienie poboru do wojska i obniżenie liczebności sił zbrojnych z 690 000 do 375 000 w 1962 roku. Doktryną militarną rządu brytyjskiego stała się wówczas doktryna wzajemnie zagwarantowanego zniszczenia. Rozpad brytyjskiego imperium kolonialnego sprawiał, że wojska brytyjskie wycofywały się z kolejnych obszarów.
Po zakończeniu zimnej wojny konserwatywny rząd Johna Majora przygotował Options for Change, które zakładały zmniejszenie liczebności sił zbrojnych. Doświadczenia z wojny w Zatoce Perskiej doprowadziły do zacieśnienia współpracy między poszczególnymi rodzajami broni, co doprowadziło w 1996 r. do utworzenia Stałego Połączonego Sztabu (Permanent Joint Headquarters). Zakończenie zimnej wojny sprawiło, że głównym obszarem aktywności Brytyjskich Sił Zbrojnych stały się misje pokojowe przeprowadzane pod egidą NATO lub ONZ.

## Aktualne siły

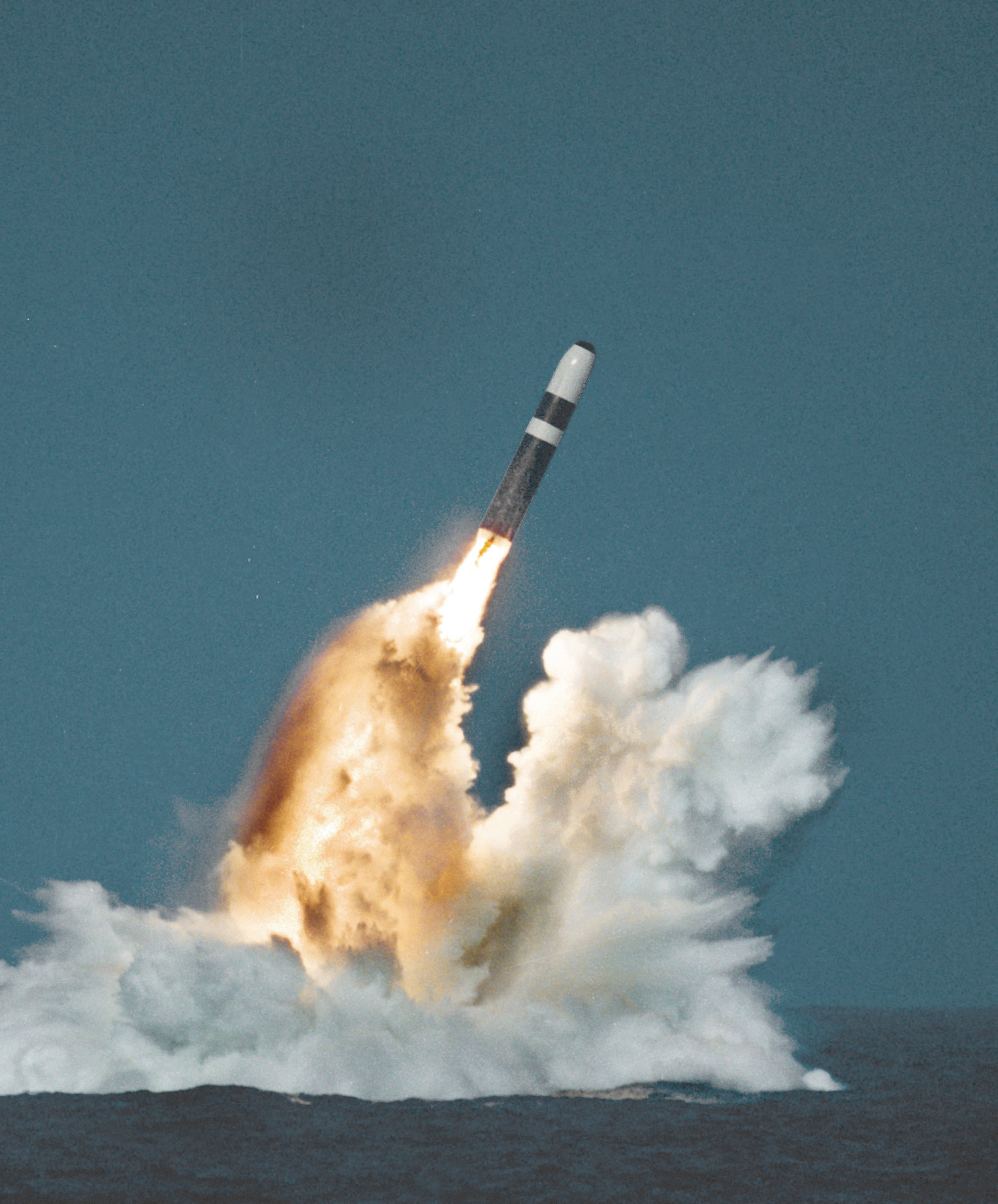
Pocisk Trident II SLBM wystrzeliwany z okrętu podwodnego typu Vanguard

Zjednoczone Królestwo posiada jedną z największych i najlepiej wyposażonych armii na świecie. Pod względem wydatków na armię Wielka Brytania zajmuje drugie miejsce na świecie po Stanach Zjednoczonych, aczkolwiek pod względem liczebności zajmuje dopiero 28. miejsce na świecie. Obecna brytyjska doktryna obronna zakłada, że Brytyjskie Siły Zbrojne będą podejmować większe operacje militarne tylko jako część większej koalicji. Ostatnią samodzielną brytyjską operacją wojskową była wojna o Falklandy w 1982 roku.
Królewska Marynarka Wojenna jest drugą na świecie pod względem tonażu floty. Obecnie w jej skład wchodzi 91 okrętów. W lipcu 2006 roku służyło w niej 35 470 ludzi. Siły lądowe liczą 100 010 ludzi, a lotnictwo 45 210. 9% żołnierzy Brytyjskich Sił Zbrojnych to kobiety. Do tych liczb należy dołączyć 35 000 żołnierzy Armii Terytorialnej.

## Struktura

### Organizacja dowodzenia

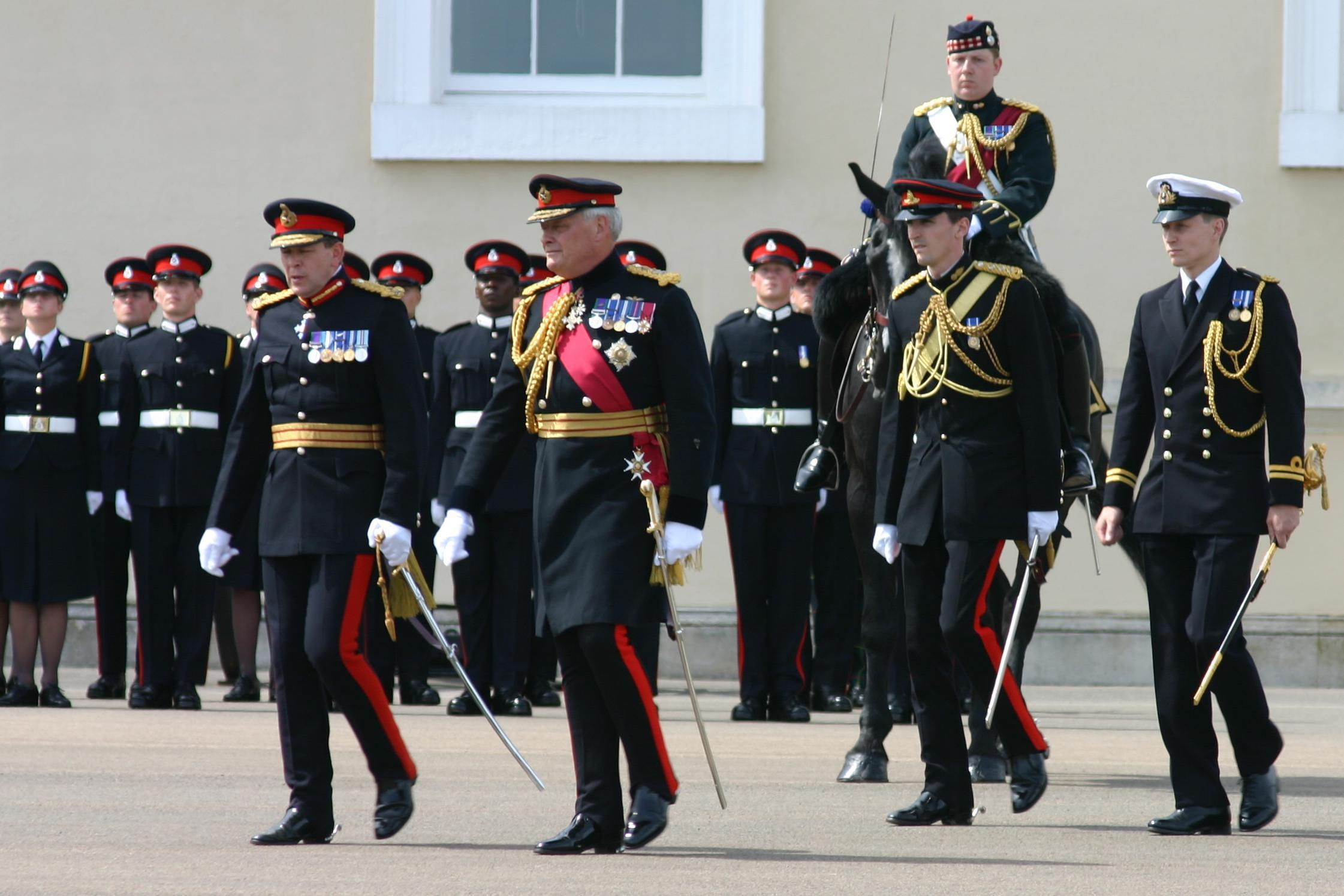
Szef Sztabu Obrony generał lord Walker na uroczystości w Royal Military Academy w Sandhurst w 2005 roku

Jako głowa państwa król Karol III jest nominalnym zwierzchnikiem sił zbrojnych. Faktyczną kontrolę nad siłami zbrojnymi sprawuje jednak premier Wielkiej Brytanii. Na najwyższym szczeblu w hierarchii dowodzenia stoi ministerstwo obrony, które realizuje politykę państwa w odniesieniu do sił zbrojnych. W 2006 roku zatrudniało 103 930 pracowników. Na jego czele stoi minister obrony, któremu podlegają ministrowie stanu ds. sił zbrojnych, zabezpieczenia obrony i spraw weteranów.
Odpowiedzialność za zarządzanie siłami zbrojnymi ponoszą odpowiednie komitety: Rada Obrony (Defence Council), Komitet Szefów Sztabów (Chiefs of Staff Committee), Rada Zarządu Obrony (Defence Management Board) oraz trzy niezależne rady. Rada Obrony składa się z najstarszych rangą reprezentantów rodzajów broni oraz ministerstwa. Minister obrony przewodniczy trzem komisjom – Radzie Admiralicji, Radzie Armii i Radzie Lotnictwa.
Profesjonalnym dowódcą armii jest szef Sztabu Obrony (Chief of the Defence Staff). Może nim być osoba w stopniu admirała, generała lub marszałka lotnictwa. Szef Sztabu Obrony oraz stały podsekretarz stanu w MoD są głównymi doradcami ministra. Każdy rodzaj sił zbrojnych ma swoich własnych profesjonalnych dowódców (pierwszy lord morski, szef Sztabu Generalnego, szef Sztabu Lotnictwa).

### Służba morska

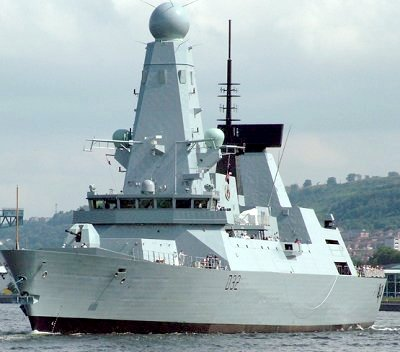
HMS Daring, niszczyciel rakietowy typu 45

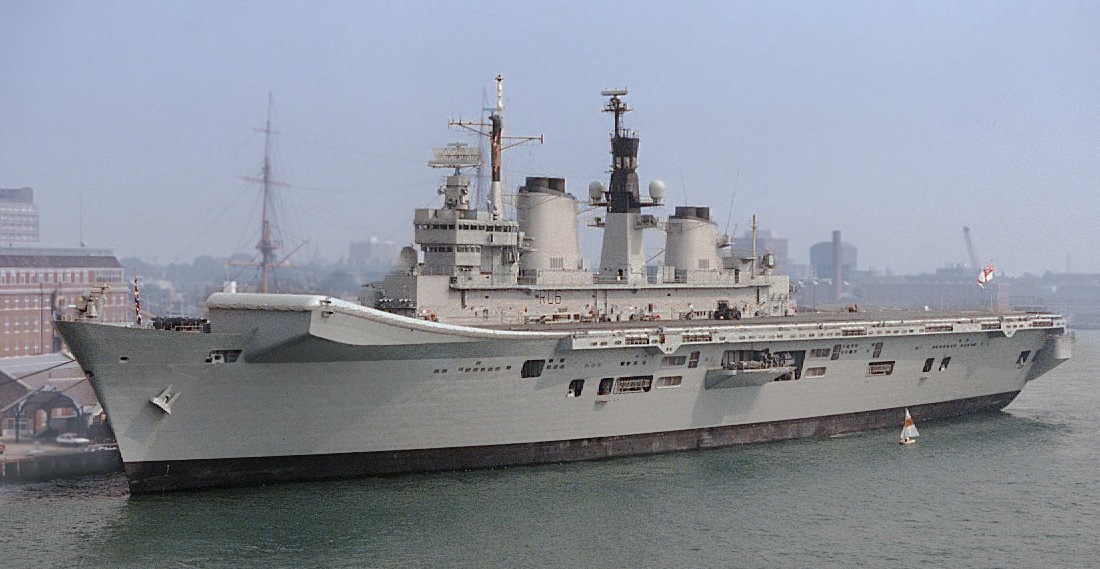
Lotniskowiec HMS Illustrious

Służba morska (Naval Service) obejmuje marynarkę wojenną (Royal Navy) oraz Royal Marines.

#### Royal Navy
Marynarka wojenna jest najstarszym rodzajem broni w Brytyjskich Siłach Zbrojnych. W kwietniu 2007 roku służyło w niej 39 440 ludzi Dowództwo nad Royal Navy sprawuje naczelny dowódca Floty, który jest jednocześnie zwierzchnikiem Royal Marines, oraz cywilna Royal Fleet Auxiliary. Sprawy personelu leżą w kompetencji drugiego lorda morskiego.
W skład floty wchodzą okręty podwodne, lotniskowce, niszczyciele, fregaty, okręty desantowe, okręty patrolowe, trałowce oraz pomniejsze jednostki. Większość floty stanowią obecnie okręty o napędzie atomowym.

#### Royal Marines
Piechota morska zgrupowana jest w Korpusie Royal Marines, który w 2006 roku liczył 7 400 żołnierzy. Korpus składa się jednej samodzielnej brygady oraz kilku mniejszych niezależnych oddziałów.

### British Army

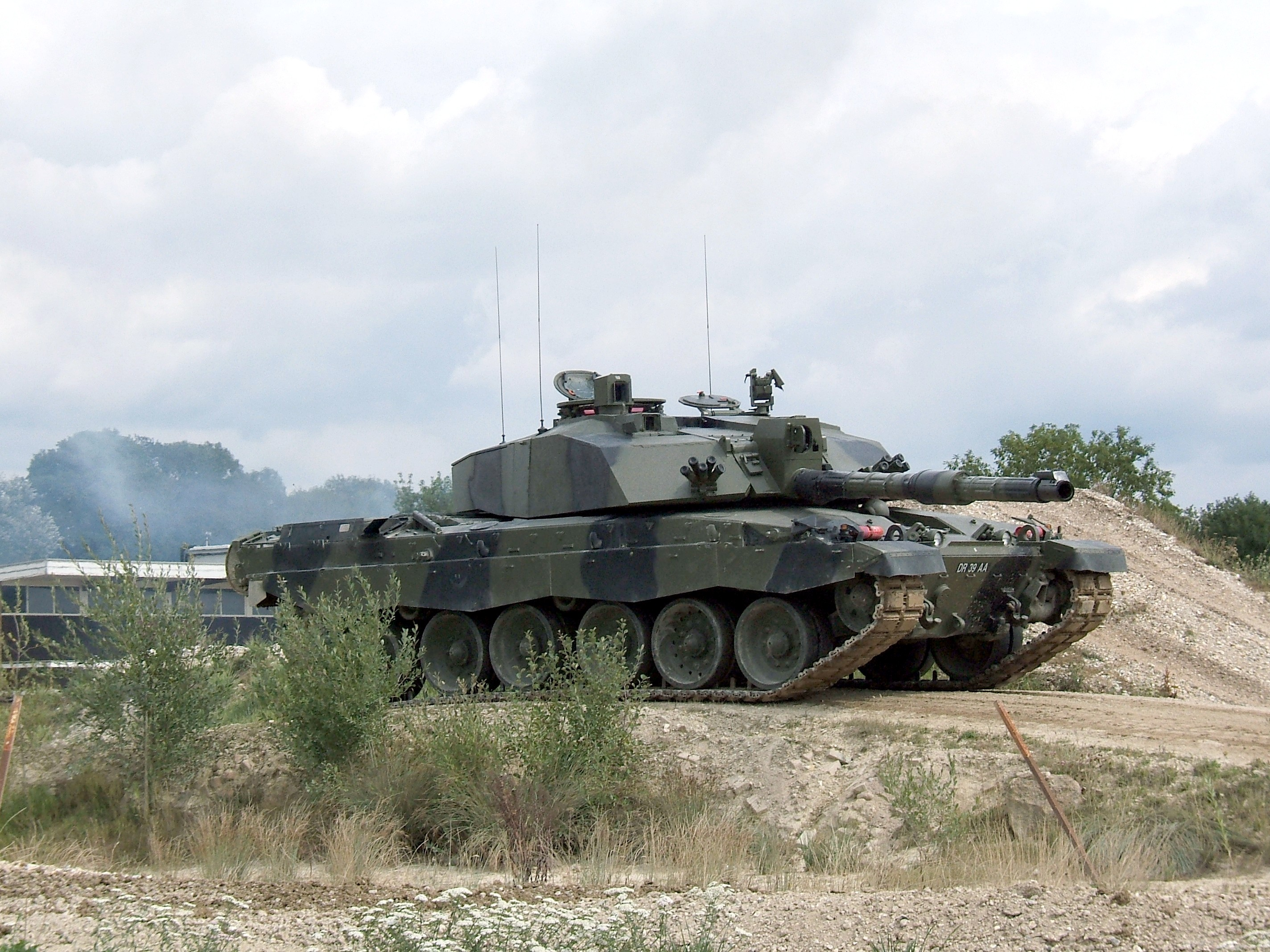
Czołg Challenger 2

Regularne brytyjskie siły lądowe liczyły w kwietniu 2007 roku 106 200 ludzi oraz 38 500 członków Armii Terytorialnej. W jej skład wchodzą dwie dywizje (1 Pancerna i 3 Zmechanizowana) oraz osiem brygad.

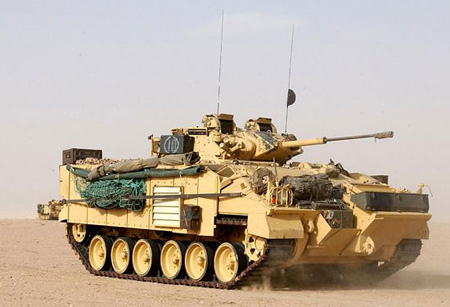
MCV-80 Warrior

Wojska lądowe składają się z 50 batalionów piechoty zorganizowanych w 17 pułków. Bataliony spełniają różną rolę. Mogą występować jako desant powietrzny, piechota zmechanizowana lub lekka piechota. W wojskach pancernych batalionowi piechoty odpowiada pułk pancerny. W British Army znajduje się 11 takich pułków. Wszystkie one wchodzą w skład Królewskiego Korpusu Pancernego. Pozostałymi jednostkami wojsk lądowych są: Królewski Korpus Inżynieryjny, Korpus Powietrzny oraz Korpus Medyczny Armii Królewskiej.

### Royal Air Force

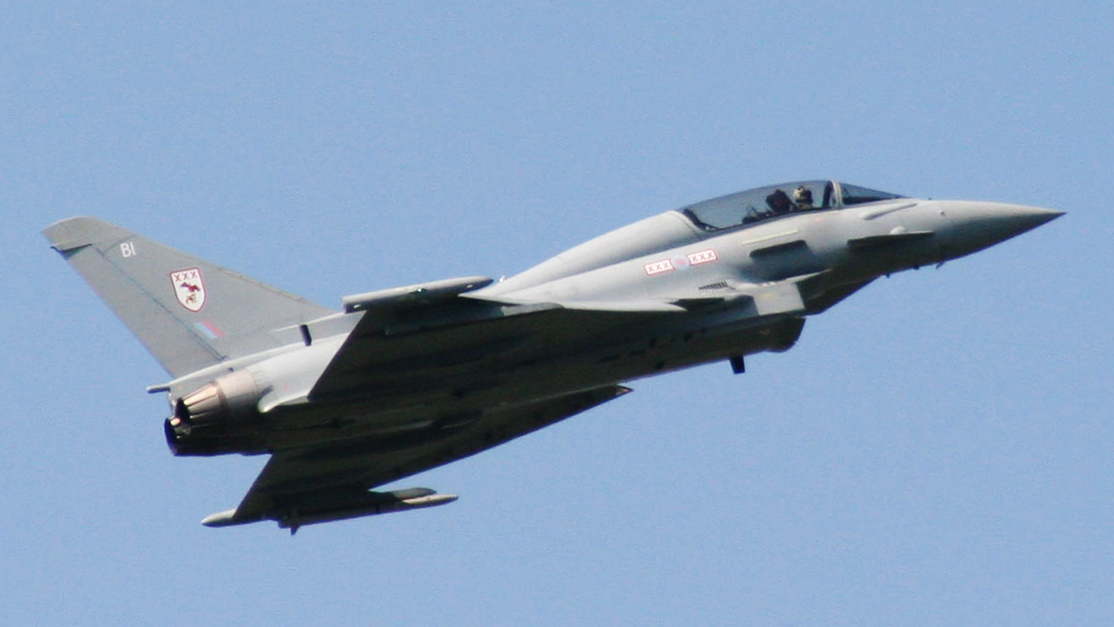
Eurofighter Typhoon

W skład Królewskich Sił Powietrznych wchodziło w marcu 2006 roku 1 046 samolotów różnych typów. W kwietniu 2007 roku służyło w nich 45 360 ludzi.

### United Kingdom Special Forces
W skład brytyjskich sił specjalnych wchodzą: Special Boat Service, Special Reconanaissance Regiment i Special Air Service (22 pułk SAS to zawodowe siły, natomiast 21 i 23 to rezerwa sił specjalnych).

## Stan osobowy

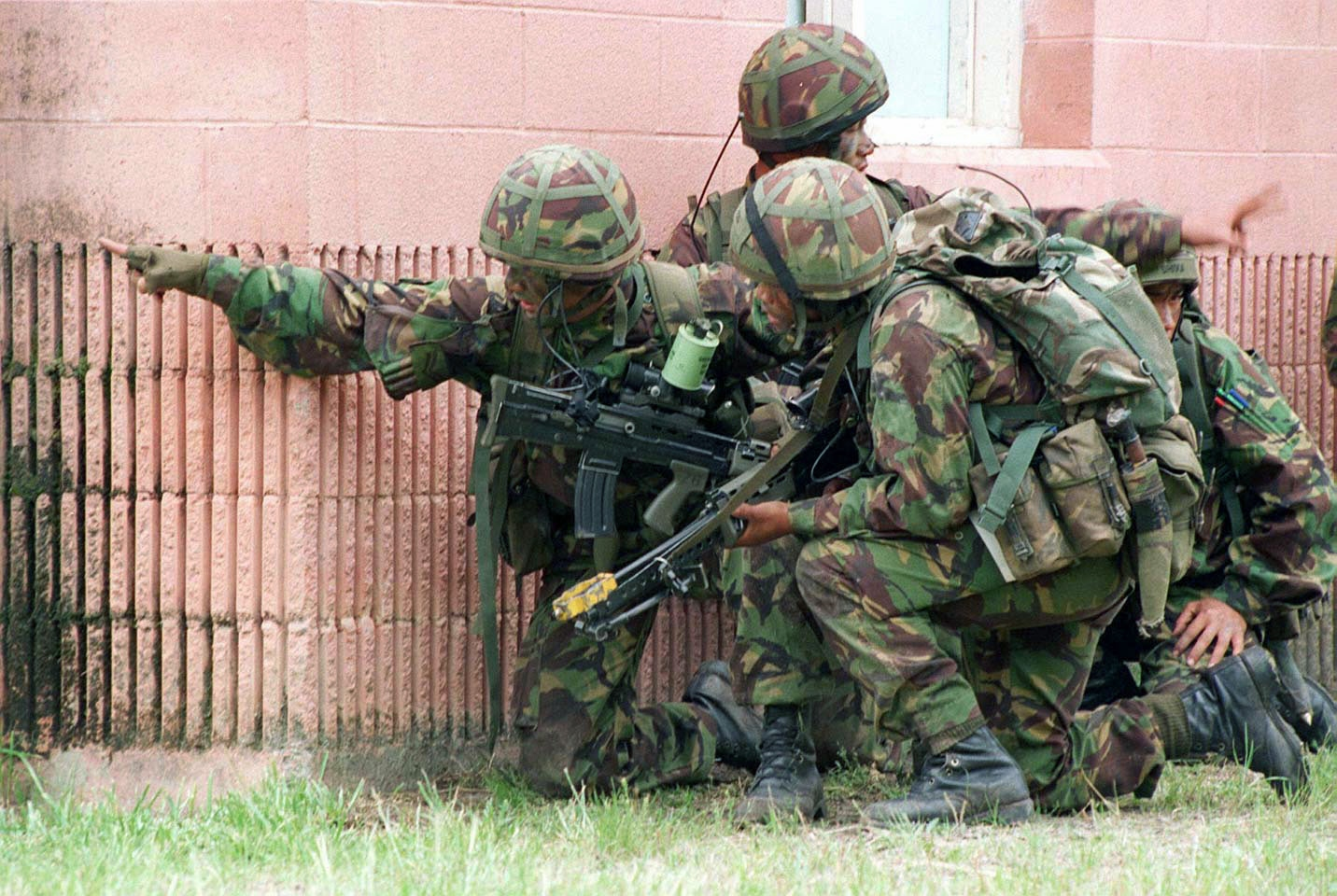
Ćwiczenia brygady Gurkhów, 1996 r.

| Service     | 1951    | 1975    | 1985    | 1993    | 1997    | 2005/2006 |
| ----------- | ------- | ------- | ------- | ------- | ------- | --------- |
| Ogółem      | 489 600 | 338 400 | 326 200 | 274 800 | 210 800 | 195 900   |
| Flota       | 131 000 | 76 200  | 70 400  | 59 400  | 45 100  | 39 400    |
| Siły lądowe | 209 700 | 167 100 | 162 400 | 134 600 | 108 800 | 107 700   |
| Lotnictwo   | 148 900 | 95 000  | 93 400  | 80 900  | 56 900  | 48 700    |